# Asterolasia
Asterolasia é um género botânico pertencente à família Rutaceae.